# Japanese Academy Award/Bester Film
Seit 1978 werden die Japanese Academy Awards vergeben. Die Kategorie Bester Film (最優秀作品賞, sai yūshū sakuhin shō) ist die wichtigste.
Die Filme sind nach dem Jahr der Verleihung aufgeführt. Die Preisträger sind fett hervorgehoben, die weiteren Nominierten stehen in den Zeilen darunter.

## 1970er
1978
Shiawase no kiiroi hankachi (幸福の黄色いハンカチ) – Regie: Yōji Yamada
Aus dem Leben Chikuzans (竹山ひとり旅, chikuzan hitori tabi) – Regie: Kaneto Shindō
Hakkōdasan (八甲田山) – Regie: Shirō Moritani
Melodie in Grau (はなれ瞽女おりん, Hanare goze Orin) – Regie: Masahiro Shinoda
Seishun no mon: Jiritsu hen (青春の門・自立篇) – Regie: Kiriro Urayama
1979
Mordprozess Hiroshi Ueda (事件, jiken) – Regie: Yoshitarō Nomura
Im Reich der Leidenschaft (愛の亡霊, ai no bōrei) – Regie: Nagisa Ōshima
Kichiku (鬼畜) – Regie: Yoshitarō Nomura
Sādo (サード) – Regie: Yōichi Higashi
Im Schatten des Shogun (柳生一族の陰謀, yagyū ichizoku no inbō) – Regie: Kinji Fukasaku

## 1980er
1980
Fukushū suruwa wareniari (復讐するは我にあり) – Regie: Shōhei Imamura
Ah! Nomugi tōge (あゝ野麦峠) – Regie: Satsuo Yamamoto
Mō hōzue wa tsukanai (もう頬づえはつかない) – Regie: Yōichi Higashi
Shōdō satsujin: Musuko yo (衝動殺人 息子よ) – Regie: Keisuke Kinoshita
Taiyō o nusunda otoko (太陽を盗んだ男) – Regie: Kazuhiko Hasegawa
1981
Zigeunerweisen (ツィゴイネルワイゼン, tsigoineruwaizen) – Regie: Seijun Suzuki
203 kōchi (二百三高地) – Regie: Toshio Masuda
Chichi yo haha yo! (父よ母よ!) – Regie: Keisuke Kinoshita
Dōran (動乱) – Regie: Shirō Moritani
Ein ferner Schrei im Frühling (遙かなる山の呼び声, haruka naru yama no yobigoe) – Regie: Yōji Yamada
1982
Eki Station (駅) – Regie: Yasuo Furuhata
Schmutziger Fluß (泥の川, doro no kawa) – Regie: Kōhei Oguri
Der Dieb und die Geisha (ええじゃないか, eejanaika) – Regie: Shōhei Imamura
Enrai (遠雷) – Regie: Kichitarō Negishi
Nihon no atsui hibi bōsatsu: Shimoyama jiken (日本の熱い日々 謀殺・下山事件) – Regie: Kei Kumai
1983
Die Todestreppe (蒲田行進曲, kamata kōshin-kyoku) – Regie: Kinji Fukasaku
Verdacht (疑惑, giwaku) – Regie: Yoshitarō Nomura
Kiryūin Hanako no shōgai (鬼龍院花子の生涯) – Regie: Hideo Gosha
Mikan no taikyoku (未完の対局) – Regie: Ji-shun Duan und Junya Satō
Yūkai hōdō (誘拐報道) – Regie: Shunya Itō
1984
Die Ballade von Narayama (楢山節考, narayama bushikō) – Regie: Shōhei Imamura
Kazoku gēmu (家族ゲーム) – Regie: Yoshimitsu Morita
Furyo – Merry Christmas, Mr. Lawrence (戦場のメリークリスマス, senjō no merii kurisumasu) – Regie: Nagisa Ōshima
Taro und Jiro in der Antarktis (南極物語, nankyoku monogatari) – Regie: Koreyoshi Kurahara
Die Töchter des Hauses Makioka (細雪, sasameyuki) – Regie: Kon Ichikawa
1985
Beerdigungszeremonie (お葬式, osōshiki) – Regie: Jūzō Itami
Mahjong hōrōki (麻雀放浪記) – Regie: Makoto Wada
Ohan (おはん) – Regie: Kon Ichikawa
MacArthurs Kinder (瀬戸内少年野球団, setouchi shōnen yakyū dan) – Regie: Masahiro Shinoda
Tengoku no eki (天国の駅) – Regie: Masanobu Deme
1986
Hana ichimonme (花いちもんめ) – Regie: Shunya Itō
Biruma no tatekoto (ビルマの竪琴) – Regie: Kon Ichikawa
Koibumi (恋文) – Regie: Tatsumi Kumashiro
Sorekara (それから) – Regie: Yoshimitsu Morita
W no higeki (Wの悲劇) – Regie: Shinichirō Sawai
1987
Kataku no hito (火宅の人) – Regie: Kinji Fukasaku
Das Mädchen im Atelier (キネマの天地, kinema no tenchi) – Regie: Yōji Yamada
Ningen no yakusoku (キネマの天地) – Regie: Yoshishige Yoshida
Shin yorokobi mo kanashimi mo ikutoshitsuki (新・喜びも悲しみも幾歳月) – Regie: Keisuke Kinoshita
Verschollen im Schnee (植村直己物語, uemura naomi monogatari) – Regie: Junya Satō
1988
Die Steuerfahnderin (マルサの女, marusa no onna) – Regie: Jūzō Itami
Hachiko Monogatari (ハチ公物語) – Regie: Seijirō Kōyama
Die Legende von der Mondprinzessin (竹取物語, taketori monogatari) – Regie: Kon Ichikawa
Yogisha (夜汽車) – Regie: Kōsaku Yamashita
Yoshiwara enjō (吉原炎上) – Regie: Hideo Gosha
1989
Das Blut der Seidenstraße (敦煌, dun-huang) – Regie: Junya Satō
Hoffnung und Schmerz (ダウンタウン・ヒーローズ, dauntaun hirōzu) – Regie: Yōji Yamada
Hana no ran (華の乱) – Regie: Kinji Fukasaku
Ijintachi to no natsu (異人たちとの夏) – Regie: Nobuhiko Ōbayashi
Yūshun (優駿) – Regie: Shigemichi Sugita

## 1990er
1990
Schwarzer Regen (黒い雨, kuroi ame) – Regie: Shōhei Imamura
A un (あ・うん) – Regie: Yasuo Furuhata
Rikyu (利休) – Regie: Hiroshi Teshigahara
Der Tod eines Teemeisters (千利休, sen no rikyu) – Regie: Kei Kumai
Shaso (社葬) – Regie: Toshio Masuda
1991
Shonen jidai (少年時代) – Regie: Masahiro Shinoda
Sakura no sono (櫻の園) – Regie: Shun Nakahara
Stachel des Todes (死の棘, Shi no toge) – Regie: Kōhei Oguri
Shiroi te (白い手) – Regie: Seijirō Kōyama
Akira Kurosawas Träume (夢, yume) – Regie: Akira Kurosawa
1992
Liebe braucht keine Worte (息子, musuko) – Regie: Yōji Yamada
Das Meer war ruhig (あの夏、いちばん静かな海, ano natsu, ichiban shizukana umi.) – Regie: Takeshi Kitano
Daiyukai (大誘拐) – Regie: Kihachi Okamoto
Muno no hito (無能の人) – Regie: Naoto Takenaka
Rhapsodie im August (八月の狂詩曲, hachi-gatsu no kyōshikyōku) – Regie: Akira Kurosawa
1993
Lust auf Sumo (シコふんじゃった。, shiko funjatta.) – Regie: Masayuki Suo
Das Action-Massaker (いつかギラギラする日, itsuka giragirasuruhi) – Regie: Kinji Fukasaku
Die Kunst der Erpressung (ミンボーの女, minbo no onna) – Regie: Juzo Itami
Seishun dendekedekedeke (青春デンデケデケデケ) – Regie: Nobuhiko Obayashi
Toki rakujitsu (遠き落日) – Regie: Seijirō Kōyama
1994
Gakko (学校) – Regie: Yōji Yamada
Bokura wa minna ikiteiru (僕らはみんな生きている) – Regie: Yōjirō Takita
Niji no hashi (虹の橋) – Regie: Zenzō Matsuyama
Wo liegt der Mond? (月はどっちに出ている, tsuki wa dotchi ni dete iru) – Regie: Yoichi Sai
Waga ai no uta - Taki Rentaro monogatari (わが愛の譜 滝廉太郎物語) – Regie: Shinichirō Sawai
1995
Chushingura gaiden yotsuya kaidan (忠臣蔵外伝四谷怪談) – Regie: Kinji Fukasaku
119 – Regie: Naoto Takenaka
Izakaya yurei (居酒屋ゆうれい) – Regie: Takayoshi Watanabe
Last Song (ラストソング) – Regie: Shigemichi Sugita
47 Ronin (四十七人の刺客, shijushichinin no shikaku) – Regie: Kon Ichikawa
1996
Gogo no Yuigon-jo (午後の遺言状) – Regie: Kaneto Shindō
Kike wadatsumi no koe (きけ、わだつみの声) – Regie: Masanobu Deme
Kura (藏) – Regie: Yasuo Furuhata
Love Letter – Regie: Shunji Iwai
Sharaku (写楽) – Regie: Masahiro Shinoda
1997
Shall we dance? (Shall we ダンス?) – Regie: Masayuki Suo
Gakko II (学校II) – Regie: Yōji Yamada
Yentown (スワロウテイル, Swallowtail) – Regie: Shunji Iwai
Sūpah no onna (スーパーの女) – Regie: Juzo Itami
Waga kokoro no ginga tetsudo: Miyazawa Kenji monogatari (わが心の銀河鉄道 宮沢賢治物語) – Regie: Kazuki Omori
1998
Prinzessin Mononoke (もののけ姫, mononoke hime) – Regie: Hayao Miyazaki
Radio-Zeit (ラヂオの時間,rajio no jikan) – Regie: Koki Mitani
Tokyo biyori (東京日和) – Regie: Naoto Takenaka
Der Aal (うなぎ, unagi) – Regie: Shōhei Imamura
Yukai (誘拐) – Regie: Takao Okawara
1999
Ai o kou hito (愛を乞う人) – Regie: Hideyuki Hirayama
Gakko III (学校III) – Regie: Yōji Yamada
Hana-Bi – Regie: Takeshi Kitano
Dr. Akagi (カンゾー先生, kanzo sensei) – Regie: Shōhei Imamura
Odoru daisosasen (踊る大捜査線) – Regie: Katsuyuki Motohiro

## 2000er
2000
Poppoya (ぽっぽや) – Regie: Yasuo Furuhata
Fukuro no shiro (梟の城) – Regie: Masahiro Shinoda
Tabu (御法度, Gohatto) – Regie: Nagisa Ōshima
Kikujiros Sommer (菊次郎の夏, kikujirō no natsu) – Regie: Takeshi Kitano
Kin'yū fushoku rettō: Jubaku (金融腐蝕列島 呪縛) – Regie: Masato Harada
2001
Nach dem Regen (雨あがる, ame agaru) – Regie: Takashi Koizumi
Battle Royale (バトル・ロワイアル, batoru rowaiaru) – Regie: Kinji Fukasaku
15-Sai: Gakko IV (十五才 学校IV) – Regie: Yōji Yamada
Kao (顔) – Regie: Junji Sakamoto
Whiteout – Regie: Setsurou Wakamatsu
2002
Chihiros Reise ins Zauberland (千と千尋の神隠し, sen to chihiro no kamikakushi) – Regie: Hayao Miyazaki
Go – Regie: Isao Yukisada
Hotaru (ホタル) – Regie: Yasuo Furuhata
Sennen no koi: Hikaru Genji monogatari (千年の恋ひかる源氏物語) – Regie: Tonko Horikawa
Waterboys (ウォーターボーイズ) – Regie: Shinobu Yaguchi
2003
Samurai in der Dämmerung (たそがれ清兵衛, tasogare seibei) – Regie: Yōji Yamada
Amida-do dayori (阿弥陀堂だより) – Regie: Takashi Koizumi
Hi wa mata noboru (陽はまた昇る) – Regie: Kiyoshi Sasabe
Ping Pong (ピンポン) – Regie: Fumihiko Sori
Totsunyūseyo! Asama sansō jiken (突入せよ! あさま山荘事件) – Regie: Masato Harada
2004
The Last Sword - Die Wölfe von Mibu  (壬生義士伝, Mibu gishi den) – Regie: Yōjirō Takita
Ashura no gotoku (阿修羅のごとく) – Regie: Yoshimitsu Morita
Odoru daisosasen 2 (踊る大捜査線 2) – Regie: Katsuyuki Motohiro
Spy Sorge (スパイ・ゾルゲ) – Regie: Masahiro Shinoda
Zatoichi – Der blinde Samurai (座頭市 zatōichi) – Regie: Takeshi Kitano
2005
Hanochi (半落ち) – Regie: Kiyoshi Sasabe
Blood & Bones (血と骨, Chi to hone) – Regie: Yoichi Sai
The Hidden Blade (隠し剣 鬼の爪) – Regie: Yōji Yamada
Sekai no chūshin de, ai o sakebu (世界の中心で、愛をさけぶ) – Regie: Isao Yukisada
Swing Girls (スウィングガールズ) – Regie: Shinobu Yaguchi
2006
Always san-chōme no yūhi (ALWAYS 三丁目の夕日) – Regie: Takashi Yamazaki
Bōkoku no īgisu (亡国のイージス) – Regie: Junji Sakamoto
Kita no zeronen (北の零年) – Regie: Isao Yukisada
Pacchigi! (パッチギ!) – Regie: Kazuyuki Izutsu
Semishigure (蝉しぐれ) – Regie: Mitsuo Kurotsuchi
2007
Hula Girls (フラガール, hura gāru) – Regie: Lee Sang-il
Ashita no kioku (明日の記憶) – Regie: Yukihiko Tsutsumi
Otoko-tachi no yamato (男たちの大和, YAMATO) – Regie: Junya Sato
The Uchōten Hotel (THE 有頂天ホテル) – Regie: Koki Mitani
Love and Honor – Bushi no ichibun (武士の一分) – Regie: Yōji Yamada
2008
Tōkyo Tower – Okan to boku to, tokidoki, oton (東京タワー 〜オカンとボクと、時々、オトン〜) – Regie: Jōji Matsuoka
Always zoku san-chōme no yūhi (ALWAYS 続・三丁目の夕日) – Regie: Takashi Yamazaki
Bizan (眉山) – Regie: Isshin Inudō
Kisaragi (キサラギ) – Regie: Satō Yūichi
Soredemo boku wa yattenai (それでもボクはやってない) – Regie: Masayuki Suo
2009
Nokan – Die Kunst des Ausklangs (おくりびと, Okuribito) – Regie: Yōjirō Takita
Climbers High (クライマーズ・ハイ, kuraimāzu hai) – Regie: Masato Harada
Kabei (母べえ, Kābee) – Regie: Yōji Yamada
The Magic Hour (ザ・マジックアワー, za majikku awā) – Regie: Kōki Mitani
Yōgisha X no Kenshin (容疑者Xの献身) – Regie: Hiroshi Nishitani

## 2010er
2010
The Unbroken (沈まぬ太陽, Shizumanu Taiyō) – Regie: Setsurō Wakamatsu
Dear Doctor (ディア・ドクター, Dia dokuta) – Regie: Miwa Nishikawa
Mt. Tsurugidake (劒岳 点の記, Tsurugidake: Ten no ki) – Regie: Daisaku Kimura
Villon's Wife (ヴィヨンの妻 〜桜桃とタンポポ〜, Viyon No Tsuma - ōtō to tanpopo) – Regie: Kichitaro Negishi
Zero Focus (ゼロの焦点, Zero no shôten) – Regie: Isshin Inudō
2011
Geständnisse (告白, Kokuhaku) – Regie: Tetsuya Nakashima
13 Assassins (十三人の刺客, Jûsan-nin no shikaku) – Regie: Takashi Miike
Kokô no mesu (孤高のメス) – Regie: Izuru Narushima
Otôto (おとうと) – Regie: Yōji Yamada
Villain (悪人, Akunin) – Regie: Lee Sang-il
2012
Rebirth (八日目の蝉, Yōkame no semi) – Regie: Izuru Narushima
The Detective Is in the Bar (探偵はBARにいる, Tantei wa bar ni iru) – Regie: Hajime Hashimoto
The Last Ronin (最後の忠臣蔵, Saigo no chuushingura) – Regie: Shigemichi Sugita
Once in a Blue Moon (ステキな金縛り), Sutekina kanashibari – Regie: Kôki Mitani
Someday (大鹿村騒動記), Ooshikamura soudouki – Regie: Junji Sakamoto
2013
Kirishima, bukatsu yamerutteyo (桐島、部活やめるってよ) – Regie: Daihachi Yoshida
Anata he (あなたへ) – Regie: Yasuo Furuhata
Kita no kanaria-tachi (北のカナリアたち) – Regie: Junji Sakamoto
Nobō no Shiro (のぼうの城) – Regie: Shinji Higuchi und Isshin Inudō
Waga haha no ki (わが母の記) – Regie: Masato Harada
2014
Fune o Amu (舟を編む) – Regie: Yūya Ishii
Kyōaku (凶悪) – Regie: Kazuya Shiraishi
Shōnen H (少年H) – Regie: Yasuo Furuhata
Soshite Chichi ni Naru (そして父になる) – Regie: Hirokazu Koreeda
Tōkyō Kazoku (東京家族) – Regie: Yōji Yamada
Rikyū ni tazuneyo (利休にたずねよ) – Regie: Mitsutoshi Tanaka
2015
Eternal Zero – Flight of No Return (永遠の0) – Regie: Takashi Yamazaki
Kami no Tsuki (紙の月) – Regie: Daihachi Yoshida
Chīsai Ouchi (小さいおうち) – Regie: Yōji Yamada
Higurashi no Ki (蜩ノ記) – Regie: Takashi Koizumi
Fushigi na Misaki no Monogatari (ふしぎな岬の物語) – Regie: Izuru Narushima
2016
Unsere kleine Schwester (海街diary) – Regie: Hirokazu Koreeda
Kainan 1890 (海難1890) – Regie: Mitsutoshi Tanaka
Nihon no Ichiban Nagai Hi (日本のいちばん長い日) – Regie: Masato Harada
Haha to Kuraseba (母と暮せば) – Regie: Yōji Yamada
Hyakuen no Koi (百円の恋) – Regie: Masaharu Take
2017
Shin Gojira (シン・ゴジラ) – Regie: Hideaki Anno, Shinji Higuchi
Ikari (怒り) – Regie: Lee Sang-il
Kazoku wa Tsurai yo (家族はつらいよ) – Regie: Yōji Yamada
Yu o Wakasu Hodo no Atsui Ai (湯を沸かすほどの熱い愛) – Regie: Ryōta Nakano
64 (Rokuyon): Zenpen (64（ロクヨン）前編) – Regie: Takahisa Zeze